# Obchodní akademie a Jazyková škola s právem státní zkoušky Hradec Králové
Obchodní akademie, Střední odborná škola a Jazyková škola s právem státní jazykové zkoušky, Hradec Králové je školské zařízení v Hradci Králové, jehož zřizovatelem je Královéhradecký kraj.

## Historie
15. září roku 1895 vznikly základy k vytvoření školy Sborem pro zřízení a vydržování Obchodní akademie v Hradci Králové. Vznikla na území tohoto města a byla teprve 4. v celém Česku.
Vedení školy se v roce 1895 ujal JUDr. Josef Pazourek a ve své funkci byl až do roku 1910. Akademie byla zprvu umístěna na Velkém náměstí, poté však přesunuta na místo na nábřeží, kde vyrostla budova architektů Otakara Béma a Huga Gessnera.
Od roku 1902 až do odchodu do důchodu v roce 1938 byl na akademii profesorem francouzštiny, češtiny a němčiny literát Otokar Šimek.

## Současnost
V roce 2012 se škola sloučila se Střední odbornou školou veřejnosprávní a sociální ve Stěžerech. Škola poroto nyní poskytuje několik oborů zakončených maturitou: Ekonomické lyceum, Obchodní akademie, Obchodní akademie dálková forma, Sociální činnost a Veřejnosprávní činnost.
Od 8. 2. 2016 jsou obě školy sloučeny i fyzicky do budovy Rudolfina (bývalý ústav hluchoněmých), na adrese Pospíšilova tř. 365, Hradec Králové.
Ve škole se vyučuje povinně jazyk anglický, který je doplněn konverzací s rodilým mluvčím. Žáci si volí k anglickému jazyku druhý cizí jazyk, vybírají si z jazyka německého, ruského, francouzského, italského a španělského.
Na škole pracují studentské společnosti a fiktivní firmy, ve kterých si studenti osvojují praktické dovednosti a reálně si vyzkouší založení a řízení vlastní firmy, a tím poznají i veškerou problematiku spojenou s chodem podniku. Dále se učí rychleji vzájemně komunikovat, spolupracovat, rozhodovat, nést odpovědnost, rozvíjet své organizační a řídící schopnosti.
Součástí školy je Jazyková škola s právem státní jazykové zkoušky, která nabízí kurzy angličtiny, němčiny, francouzštiny, ruštiny, španělštiny, italštiny a portugalštiny. Jazyková škola je certifikovaným pracovištěm, kde probíhají zkoušky z českého jazyka pro cizince pro trvalý pobyt A1 SERR. Pro budoucí i stávající studenty je každoročně v době letních prázdnin pořádán týdenní intenzivní jazykový kurz anglického jazyka.
Od školního roku 93/94 se škola zaměřuje na odborné zaměření ve směru podnikatelském, bankovnickém a obchodním.